# Sawan Serasinghe

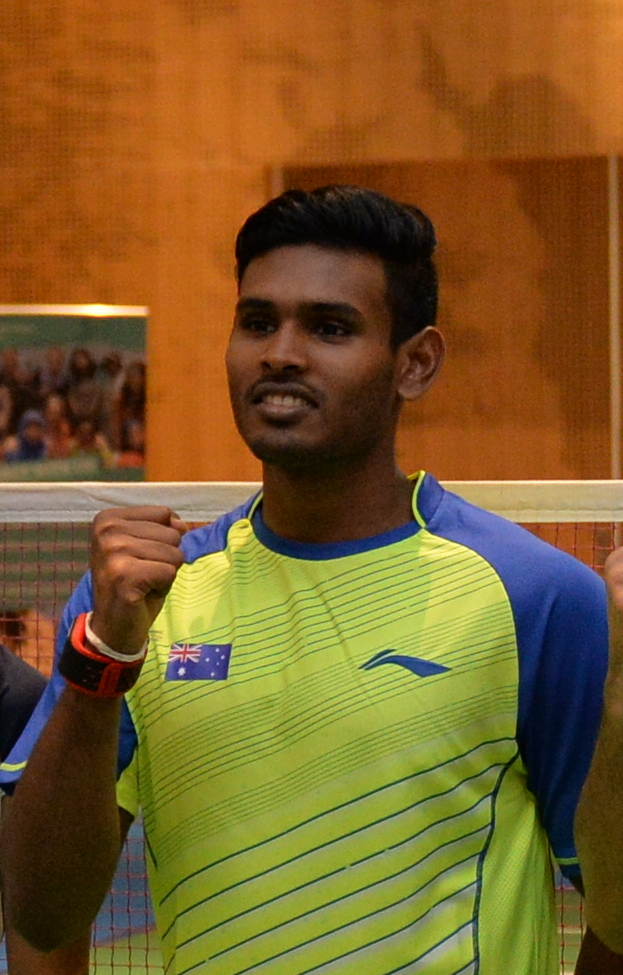
Sawan Serasinghe, 2016

Sawan Serasinghe (* 21. Februar 1994) ist ein australischer Badmintonspieler. 

## Erfolge
Sawan Serasinghe wurde 2015 Ozeanienmeister im Herrendoppel mit Matthew Chau, wodurch sich beide für Olympia 2016 qualifizieren konnten. Dort schieden sie in der Vorrunde des Doppels aus.